# Farnabazos III
Farnabazos (cap al 370 aC-després del 320 aC), noble persa membre de la dinastia Farnàcida.

## Context històric
Va néixer entre el 370 aC i el 365 aC sent membre d'una família de l'alta noblesa persa. La Dinastia Farnàcida va començar amb Farnaces, oncle i personatge notable de la cort de Darios I. Des d'aquest moment els descendents de Farnaces van estar sempre molt pròxims al rei. El seu pare, Artabazos II, així com altres avantpassats, va ser sàtrapa a la Frígia Helespòntica. No obstant això va ser l'últim sàtrapa de la família, ja que l'any 358 aC va decidir rebel·lar-se contra el rei, però fou derrotat i obligat a exiliar-se.

## Joventut a l'exili
En el 353 aC la família va arribar a Pella, capital macedònica residint durant deu anys a la cort del rei Filip II, on va coincidir amb el príncep Alexandre Magne i el filòsof Aristòtil. Amb Artabazos van viatjar les seves dones, el seu fill Farnabazos, la seva filla Barsine i Memnó de  Rodes, germà de Mentor, marit de Barsine.
Després de la seva tornada a l'Àsia Menor com a recompensa del rei Artaxerxes III de Pèrsia als serveis prestats per Mentor, Farnabazos va guanyar experiència militar durant nou anys al costat del seu oncle Memnó, que s'havia convertit en cunyat seu en casar-se amb Barsine a la mort de Mentor. Quan Memnón va ser nomenat comandant de la flota persa a l'Egeu, Farnabazos es va unir a ell.

## Defensor de Pèrsia
Alexandre Magne va envair l'Àsia Menor al maig del 334 aC ocupant les ciutats gregues de la costa oest. Memnó va decidir defensar Halicarnàs, la capital de Cària. Alexandre va haver d'assetjar la ciutat, no podia marxar a l'est deixant la rereguarda en mans enemigues. No obstant això la ciutat tenia murs molt forts i Alexandre no tenia flota, així que els perses podrien infringir greus pèrdues als macedonis i escapar per mar en cas que les coses fossin malament. Encara que la ciutat va caure finalment el 333 aC, va ser una victòria moral per als perses, ja que Alexandre va haver de demanar reforços, cosa que va donar oportunitat als perses, destrossats després de la batalla del Grànic, a reagrupar-se.
Després de l'evacuació de Halicarnàs, Memnó va començar a reconquerir les illes de l'Egeu. Ell i Farnabazos manaven una flota de 300 naus de guerra. La seva missió era amenaçar el Hel·lespont per a tallar les línies de subministrament d'Alexandre i de passada dur la guerra a Macedònia. Van arribar a entaular negociacions amb el rei espartà Agis III, desitjós d'alliberar Grècia de l'hegemonia macedònica.
Durant el setge a Mitilene Memnó va morir (de causes naturals). Farnabazos va agafar el comandament i aviat va demostrar que estava preparat per a això. Va prendre la ciutat i va marxar al nord, capturant la petita illa Bozcaada, que controla l'entrada al Hel·lespont. Farnabazos podria haver tallat el subministrament de gra des d'Atenes si hagués volgut.
Durant l'estiu, Farnabazos va construir una fortalesa prop de Halicarnàs que feia impossible l'ús del port pels macedonis després de les greus pèrdues que els havia suposat prendre'l. Les illes de Samotràcia, Sifnos i Andros van ser preses, Milet ocupada i Farnabazos perseguia qualsevol nau grega per l'Egeu. Fins i tot va establir una base a Cal·lípolis, a l'Hel·lespont. Tots aquests actes són encara més impressionants si es té en compte que una part del seu exèrcit havia estat enviat a l'est, on Darios III confiava a derrotar a Alexandre.
Desafortunadament, Darios III va perdre a la batalla d'Issos. La notícia va agafar a Farnabazos a Sifnos, on negociava amb Agis III sense resultat.
A partir d'aquest moment, Farnabazos es va mantenir a la defensiva. A la primavera del 332 aC, Alexandre va assetjar Tir. Vuitanta capitans fenicis i cent vint xipriotes van decidir marxar, amb la qual cosa, la seva flota es va desintegrar.
Finalment va ser fet pres i enviat a Alexandre a Fenícia tot i que va aconseguir escapar-se.
Se suposa que estaria amb el seu pare quan aquest es va rendir a Alexandre a Hircània al juliol del 330 aC
Se sap que Farnabazos va acabar servint com a comandant de cavalleria en un dels exèrcits macedònics el 321 aC
Es desconeix quan va morir.